# Liste d'élections en 1831
Chronologie des élections
- 1827
- 1828
- 1829
- 1830
- 1831
- 1832
- 1833
- 1834
- 1835

Cet article recense les élections organisées durant l'année 1831.

Au début des années 1830, le Royaume-Uni, les États-Unis, la France, la Norvège et la Belgique procèdent à des élections nationales régulières, toutes au suffrage censitaire masculin.

## Élections nationales en 1831
| Date                              | État              | Élection ou référendum                    | Contexte | Résultat |
| --------------------------------- | ----------------- | ----------------------------------------- | --- | --- |
| 5 juillet 1830 - 3 octobre 1831   | États-Unis        | Législatives (chambre (en) et sénat (en)) | | Le Parti démocrate, qui rassemble les partisans du président Andrew Jackson, conserve la majorité absolue des sièges aux deux chambres du Congrès. Deux partis tiers, le Parti anti-maçonnique et le Parti nullificateur (qui défend les droits des États), obtiennent quelques sièges. |
| 14 décembre 1830 - 2 février 1831 | États pontificaux | Conclave                                  | Élection du nouveau pape, chef de l'Église catholique romaine et souverain des États pontificaux, par le collège des cardinaux à la suite de la mort du pape Pie VIII.                                        | Les cardinaux choisissent Mauro Cappellari, qui prend le nom de règne pontifical de Grégoire XVI. |
| 1831                              | Équateur          | Législatives (es)                         | | Cette section est vide, insuffisamment détaillée ou incomplète. Votre aide est la bienvenue ! Comment faire ? |
| 18 mars                           | Venezuela         | Présidentielle (es)                       | | Cette section est vide, insuffisamment détaillée ou incomplète. Votre aide est la bienvenue ! Comment faire ? |
| 5 avril                           | Chili             | Présidentielle (en)                       | | Cette section est vide, insuffisamment détaillée ou incomplète. Votre aide est la bienvenue ! Comment faire ? |
| 7 avril                           | Brésil            | Régentine (pt)                            | | Cette section est vide, insuffisamment détaillée ou incomplète. Votre aide est la bienvenue ! Comment faire ? |
| 28 avril - 1er juin               | Royaume-Uni       | Législatives                              | Élections anticipées, le Premier ministre Charles Grey, 2e comte Grey n'ayant pas de majorité au parlement sortant et souhaitant obtenir un mandat pour démocratiser le système électoral et parlementaire.   | Le Parti whig (progressiste, libéral) remporte la majorité absolue des sièges à la Chambre des communes. Le comte Grey (whig) demeure Premier ministre. C'est le premier gouvernement majoritaire whig depuis 1782. Il fait adopter la loi de Réforme de 1832 qui étend le droit de vote, accroissant le nombre d'électeurs de plus de 60 %, abolit les « bourgs pourris », et permet aux nouvelles villes industrielles d'être représentées au Parlement. Le gouvernement obtient ensuite du roi Guillaume IV une dissolution du parlement et la tenue d'élections anticipées, pour que les nouvelles mesures puissent immédiatement être mises en œuvre. |
| 5 juillet                         | France            | Législatives                              | Premières sous la monarchie de Juillet, régime constitutionnel introduit par la révolution de 1830. L'accès au suffrage a été élargi, et le double vote pour les plus riches a été supprimé.                  | Les royalistes libéraux remportent la majorité absolue des sièges à la Chambre des députés. À leur droite, les légitimistes disposent d'un peu moins d'un quart des sièges, tandis que les républicains et les royalistes de gauche en ont un peu plus d'un sur huit. Casimir Perier (libéral) demeure président du Conseil des ministres jusqu'à sa mort du choléra en mai 1832. Le roi Louis-Philippe nomme alors à sa succession le maréchal Jean-de-Dieu Soult, militaire sans étiquette et jusque là ministre de la Guerre. |
| 29 août                           | Belgique          | Législatives (nl)                         | Premières élections de la Chambre des représentants et du Sénat, créés par la Constitution issue de la révolution belge de 1830. Les représentants et la majorité des sénateurs sont élus au suffrage direct. | Il n'existe pas encore de parti politique formel. Le comte Félix De Mûelenaere (conservateur modéré), nommé Premier ministre en juillet, demeure à la tête du gouvernement unioniste, qui rassemble conservateurs et libéraux. |

## Élections en subdivisions nationales en 1831
Cette section concerne les élections législatives dans un État fédéré, une subdivision territoriale ou une colonie d'un État souverain, ainsi que leurs principaux référendums.
| Date                               | Subdivision | État                     | Élection ou référendum | Contexte                            | Résultat |
| ---------------------------------- | ----------- | ------------------------ | ---------------------- | ----------------------------------- | --- |
| 13 décembre 1830 - 15 janvier 1831 | Bavière     | Confédération germanique | Législatives (de)      | Élections de la troisième mandature | Cette section est vide, insuffisamment détaillée ou incomplète. Votre aide est la bienvenue ! Comment faire ? |